# Nils Mannerfelt
Nils Otto Gustaf Mannerfelt, född 11 juni 1924 i Solna, död 13 september 1989, var en svensk jurist. Han var son till Carl Mannerfelt.
Mannerfelt avlade juris kandidatexamen 1948 och gjorde tingstjänstgöring 1949–1952. Han blev fiskal i Svea hovrätt 1952, assessor 1959 och hovrättsråd 1969. Han  var justitieråd i Högsta domstolen 1969–1989.
Utöver domarkarriären var Mannerfelt expert i Statens organisationsnämnds domstolsutredning 1953–1955, sekreterare i Arbetsdomstolen 1955–1957, föredragande i riksdagens särskilda pensionsutskott 1959, sekreterare för 1958 års näringsrättssakkunniga 1959–1962, byråchef hos Justitieombudsmannen 1962–1965 och blev departementsråd på Justitiedepartementet 1966 (tillförordnad 1965) samt var tillförordnad rättschef på departementet 1968–1969.